# Cuphea ferruginea
Cuphea ferruginea är en fackelblomsväxtart som beskrevs av Johann Baptist Emanuel Pohl och Emil Bernhard Koehne. Cuphea ferruginea ingår i släktet blossblommor, och familjen fackelblomsväxter. Inga underarter finns listade i Catalogue of Life.